# لواء الرمثا
لواء الرمثا هو تقسيم إداري يتبع محافظة إربد شمال الأردن، مركزه مدينة الرمثا. يضم هذا اللواء كلاًّ من المدن والبلدات التالية: الرمثا، الطرة، الشجرة، عمراوة، بلدة البويضة، والذنيبة.
يقع اللواء في الجزء الشمالي الشرقي لمحافظة اربد وهو أحد ألويتها التسعة ويبعد عن مركز المحافظة 18 كم وهو محاذي للحدود السورية من الشمال بشريط حدودي يبلغ طوله 37 كم. يضم اللواء جامعة العلوم والتكنولوجيا الأردنية ومستشفى الملك المؤسس عبد الله الجامعي ومدينة الحسن الصناعية.
استحدث اللواء عام 1973 ويضم اللواء مجلسيين بلديين و 6 مناطق تابعه له.

## المعالم
تتألف معظم أراضي اللواء من أراضي سهلية ذات بنية مائدية بسبب الحركات الباطنية عليها (كالزلازل والبراكين) , ويتخللها بعض الأودية الضحلة والجافة لا يتجاوز ارتفاعها عند وادي الشلالة بالقرب من مدينة الشجرة 420 م وتبدأ بالارتفاع التدريجي كلما اتجهنا شرقا إذ تنتهي بسلسلة من التلال المتوسطة الارتفاع حيث يبلغ ارتفاعها 600 م.
يتميز اللواء بطابعه العشائري، يعمل معظم سكانه بالنقل والتجارة كما يعتمدون على الزراعة نظرا لطبيعة المنطقة الجغرافية كونها امتدادا لسهل حوران المعروفة بخصوبة تربتها وصلاحيتها للزراعة وكذلك يعمل جزء منهم في القطاع العام والوظائف الحكومية.